# Хромаль
Хрома́ль (назва походить від «хром» і «алюміній») — назва групи прецизійних сплавів на основі заліза з 17…28 % хрому та 4…6 % алюмінію, що характеризуються високим електричним опором та жаротривкістю.
Початок створення та використання сплаву датується кінцем 1920-х, початком 1930-х років. В інших країнах окремі види сплавів, що належать до хромалів відомі під назвами: «канталь» або «мегапір».

## Хімічний склад
Хромаль являє собою твердий розчин хрому і алюмінію в альфа-заліза. Якщо хрому міститься більше від 30 %, у структурі може з'явитися гамма-фаза, яка веде до окрихчування сплаву. Збільшення вмісту вуглецю (понад 0,05…0,06 %) веде до появи карбідів, що знижують пластичність. Силіцій (до 0,7 %) підвищує електричний опір, однак при більшому його вмісті сплав втрачає здатність до гарячого пластичного деформування.
Крім вуглецю та кремнію, хромаль легують іншими мікродобавками рідкісноземельних металів, що позитивно впливають на уповільнення окиснювальних процесів при високих температурах.
Марки хоромалів за ГОСТ 12766.1-90: Х15Ю5, Х23Ю5, Х23Ю5Т, Х27Ю5Т.

## Властивості
Хромаль відрізняється високою жаротривкістю (до 1400 °С), великим питомим електричним опором (1,3…2,2 Ом·мм²/м) і малим температурним коефіцієнтом лінійного розширення, задовільною технологічністю і механічною міцністю за кімнатної та високих температур. Температура плавлення сягає 1500…1510 °С, густина 7150-7300 кг/м³.
Хромалі мають високу жаротривкість на повітрі, у середовищі водню, в окиснювальній атмосфері, що містить сірку та вуглець. Вони дешевші і жаростійкіші від ніхромів, але дорожчі у виробництві та вимагають особливих умов експлуатації внаслідок низької міцності при температурах вищих за 1000 °С й окрихчування у процесі служби, а також хімічної взаємодії з парами і оксидами деяких металів.
За технологічністю хромаль поступається фехралю, але перевершує його за жаротривкістю.

## Застосування
Хромаль використовується у вигляді дроту або стрічки для виготовлення нагрівних елементів електричних печей з робочою температурою 1250…1400 °С.